# 가히루촌
가히루촌(鹿蒜村)은 후쿠이현 난조군에 있던 촌이다. 현재의 미나미에치젠정의 중부에 해당한다.

## 역사
- 1889년 4월 1일 - 정촌제 시행에 의해 난조군 가히루촌이 성립하였다.
- 1951년 4월 일 - 이마조촌에 편입되었다.

## 교통

### 철도
- 일본국유철도
  - 호쿠리쿠 본선

오도리역은 호쿠리쿠 터널 개통과 함께 폐지되었다. 편입 이후에는 구촌 지역에 미나미이마조역이 있지만, 당시에는 미개통이었다.

## 참고문헌
- 角川日本地名大辞典 18 福井県